# Jianshi (32-28 av. J.-C.)
Pour les articles homonymes, voir Jianshi.
L'ère Jianshi, ou Tsien-che (32 av. J.-C. - mars 28 av. J.-C.) (chinois : 建始 ; pinyin : jiànshǐ ; litt. « fondation du commencement ») est la première ère chinoise de l'empereur Chengdi de la dynastie Han.